# Кутова кістка

Череп дромеозавра

Кутова кістка (лат. os angulare) — велика кістка нижньої щелепи у земноводних, плазунів та птахів, яка з'єднується з іншими кістками нижньої щелепи: зубною кісткою (яка є нижньою щелепою у ссавців), пластинчастою кісткою, надкутовою кісткою, і зчленівною кісткою.
У ссавців перетворилася на ектотимпанікум — частину скроневої кістки, що слугує опорою для барабанної перетинки
.